# Гомозов Володимир Іванович
Володи́мир Іва́нович Гомо́зов — український науковець, доктор технічних наук, професор, лауреат державної премії СРСР (1979), заслужений винахідник УРСР, полковник у відставці.

## З життєпису
Учасник війни у В'єтнамі.
Станом на 2010-ті роки — заступник директора по підготовці кадрів ПАТ «НДІ радіотехнічних вимірювань».

### Серед робіт
- «Теорія й техніка формування складних НВЧ-сигналів з високою швидкістю кутової модуляції для радіотехнічної модуляції», 2002
- «Нестаціонарні процеси в автогенераторах (перехідні процеси та флуктуації частоти)», співавтори — Лошаков Валерій Андрійович, Вохмінцев Сергій Володимирович, 2003
- «Розрахунок потужних трансформаторів коротких імпульсів», 2002, співавтори — Колпаков Микола Дмитрович, Каменський Едуард Федорович.